# Irish American Football League 2011
La Irish American Football League 2011 è stata la 25ª edizione del campionato irlandese di football americano di primo livello, organizzato dalla IAFL.

## Squadre partecipanti
| Club                      | Città         | Stadio | Sponsor ufficiale | Risultato nella stagione 2010 |
| ------------------------- | ------------- | ------ | ----------------- | ----------------------------- |
| Belfast Trojans           | Belfast       |        |                   |                               |
| Carrickfergus Knights     | Carrickfergus |        |                   |                               |
| Cork Admirals             | Cork          |        |                   |                               |
| Craigavon Cowboys         | Portadown     |        |                   |                               |
| Dublin Dragons            | Dublino       |        |                   |                               |
| Dublin Rebels             | Dublino       |        |                   |                               |
| Trinity College           | Dublino       |        |                   |                               |
| UL Vikings                | Limerick      |        |                   |                               |
| University College Dublin | Dublino       |        |                   |                               |
| West Dublin Rhinos        | Dublino       |        |                   |                               |

## Stagione regolare

### Calendario

#### 1ª giornata
| Belfield 6 marzo 2011 | University College Dublin | 16 – 20 | Trinity College | UCD Bowl |

#### 2ª giornata
| Limerick 13 marzo 2011 | UL Vikings | 56 – 6 | University College Dublin | UL Sports Grounds |

#### 3ª giornata
| Craigavon 20 marzo 2011 | Craigavon Cowboys | 14 – 27 | Carrickfergus Knights | Brownlow Integrated College |

| Santry 20 marzo 2011 | Dublin Rebels | 3 – 6 | UL Vikings | Sportslink |

#### 4ª giornata
| Castleknock 27 marzo 2011 | West Dublin Rhinos | 6 – 0 | Cork Admirals | Castleknock College |

| Belfast 27 marzo 2011 | Belfast Trojans | 8 – 0 | University College Dublin | Gibson Park |

| Santry 27 marzo 2011 | Trinity College | 59 – 14 | Dublin Dragons | Trinity Sports Grounds |

#### 5ª giornata
| Carrickfergus 3 aprile 2011 | Carrickfergus Knights | 34 – 6 | Belfast Trojans | Carrickfergus RFC |

| Santry 3 aprile 2011 | Dublin Rebels | 20 – 6 | Trinity College | Sportslink |

| Limerick 3 aprile 2011 | UL Vikings | 40 – 0 | Cork Admirals | UL Sports Grounds |

#### 6ª giornata
| Belfield 10 aprile 2011 | University College Dublin | 74 – 8 | Dublin Dragons | UCD Bowl |

| Castleknock 10 aprile 2011 | West Dublin Rhinos | 0 – 13 | Dublin Rebels | Castleknock College |

| Limerick 10 aprile 2011 | UL Vikings | 45 – 8 | Carrickfergus Knights | UL Sports Grounds |

#### 7ª giornata
| Bishopstown 17 aprile 2011 | Cork Admirals | 8 – 12 | University College Dublin | CIT |

| Belfast 17 aprile 2011 | Belfast Trojans | 33 – 12 | Craigavon Cowboys | Gibson Park |

| Santry 17 aprile 2011 | Trinity College | 13 – 8 | West Dublin Rhinos | Trinity Sports Grounds |

#### 8ª giornata
| Carrickfergus 1º maggio 2011 | Carrickfergus Knights | 21 – 7 | Dublin Rebels | Carrickfergus RFC |

| Cork 1º maggio 2011 | Cork Admirals | 19 – 42 | Craigavon Cowboys | CIT |

| Lucan 1º maggio 2011 | Dublin Dragons | 0 – 70 | Belfast Trojans | Lucan Community College |

#### 9ª giornata
| Carrickfergus 8 maggio 2011 | Carrickfergus Knights | 14 – 0 | West Dublin Rhinos | Carrickfergus RFC |

| Lucan 8 maggio 2011 | Dublin Dragons | 6 – 15 | Cork Admirals | Lucan Community College |

#### 10ª giornata
| Castleknock 15 maggio 2011 | West Dublin Rhinos | 0 – 10 | Belfast Trojans | Castleknock College |

| Santry 15 maggio 2011 | Dublin Rebels | 39 – 14 | Craigavon Cowboys | Sportslink |

#### 11ª giornata
| Craigavon 22 maggio 2011 | Craigavon Cowboys | 30 – 0 | Trinity College | Brownlow Integrated College |

| Belfield 22 maggio 2011 | University College Dublin | 0 – 30 | UL Vikings | UCD Bowl |

| Cork 22 maggio 2011 | Cork Admirals | 63 – 0 | Dublin Dragons | CIT |

| Belfast 22 maggio 2011 | Belfast Trojans | 14 – 12 | Dublin Rebels | Gibson Park |

#### 12ª giornata
| Belfield 29 maggio 2011 | University College Dublin | 30 – 0 | Cork Admirals | UCD Bowl |

| Santry 29 maggio 2011 | Trinity College | 0 – 39 | Carrickfergus Knights | Trinity Sports Grounds |

#### 13ª giornata
| Craigavon 5 giugno 2011 | Craigavon Cowboys | 28 – 21 | Belfast Trojans | Brownlow Integrated College |

| Lucan 5 giugno 2011 | Dublin Dragons | 0 – 30 | UL Vikings | Lucan Community College |

| Santry 5 giugno 2011 | Dublin Rebels | 16 – 10 | West Dublin Rhinos | Sportslink |

#### 14ª giornata
| Carrickfergus 12 giugno 2011 | Carrickfergus Knights | 19 – 6 | Craigavon Cowboys | Carrickfergus RFC |

| Lucan 12 giugno 2011 | Dublin Dragons | 0 – 34 | University College Dublin | Lucan Community College |

| Santry 12 giugno 2011 | Trinity College | 0 – 30 | Dublin Rebels | Trinity Sports Grounds |

#### 15ª giornata
| Castleknock 19 giugno 2011 | West Dublin Rhinos | 30 – 0 | Trinity College | Castleknock College |

| Bishopstown 19 giugno 2011 | Cork Admirals | 0 – 30 | UL Vikings | CIT |

| Belfast 19 giugno 2011 | Belfast Trojans | 16 – 14 | Carrickfergus Knights | Gibson Park |

#### 16ª giornata
| Craigavon 26 giugno 2011 | Craigavon Cowboys | 24 – 14 | West Dublin Rhinos | Brownlow Integrated College |

| Limerick 26 giugno 2011 | UL Vikings | 30 – 0 | Dublin Dragons | UL Sports Grounds |

### Classifica
Le classifiche della regular season sono le seguenti.
- PCT = percentuale di vittorie, G = partite giocate, V = partite vinte,  P = partite perse, PF = punti fatti, PS = punti subiti

#### North
| Pos. | Squadra               | PCT  | G | V | N | P | PF  | PS  |
| ---- | --------------------- | ---- | - | - | - | - | --- | --- |
| 1    | Carrickfergus Knights | .750 | 8 | 6 | 0 | 2 | 176 | 94  |
| 2    | Belfast Trojans       | .750 | 8 | 6 | 0 | 2 | 167 | 100 |
| 3    | Craigavon Cowboys     | .500 | 8 | 4 | 0 | 4 | 170 | 172 |

#### Center
| Pos. | Squadra            | PCT  | G | V | N | P | PF  | PS  |
| ---- | ------------------ | ---- | - | - | - | - | --- | --- |
| 1    | Dublin Rebels      | .625 | 8 | 5 | 0 | 3 | 140 | 71  |
| 2    | Trinity College    | .375 | 8 | 3 | 0 | 5 | 98  | 187 |
| 3    | West Dublin Rhinos | .250 | 8 | 2 | 0 | 6 | 68  | 90  |

#### South
| Pos. | Squadra                   | PCT   | G | V | N | P | PF  | PS  |
| ---- | ------------------------- | ----- | - | - | - | - | --- | --- |
| 1    | UL Vikings                | 1.000 | 8 | 8 | 0 | 0 | 267 | 17  |
| 2    | University College Dublin | .500  | 8 | 4 | 0 | 4 | 172 | 130 |
| 3    | Cork Admirals             | .250  | 8 | 2 | 0 | 6 | 105 | 166 |
| 4    | Dublin Dragons            | .000  | 8 | 0 | 0 | 8 | 28  | 364 |

## Playoff

### Tabellone
|  | Wild Card | Wild Card         | Wild Card     |                   |    | Semifinali | Semifinali            | Semifinali |  |  | XXV Shamrock Bowl | XXV Shamrock Bowl | XXV Shamrock Bowl |  |
|  |           |                   |               |                   |    |            |                       |            |  |  |                   |                   |                   |  |
|  |           |                   |               |                   |    | 1N         | Carrickfergus Knights | 6          |  |  |                   |                   |                   |  |
|  |           |                   |               |                   |    | 1N         | Carrickfergus Knights | 6          |  |  |                   |                   |                   |  |
|  |           |                   |               | Dublin Rebels     | 22 |            |                       |            |  |  |                   |                   |                   |  |
|  |           |                   |               | Dublin Rebels     | 22 |            |                       |            |  |  |                   |                   |                   |  |
|  |           |                   |               |                   |    |            |                       |            |  |  |                   |                   |                   |  |
|  |           |                   |               |                   |    |            |                       |            |  |  |                   |                   |                   |  |
|  |           | Dublin Rebels     | Dublin Rebels | 14                |    |            |                       |            |  |  |                   |                   |                   |  |
|  |           |                   |               |                   |    |            |                       |            |  |  |                   |                   |                   |  |
|  |           |                   | UL Vikings    | UL Vikings        | 13 |            |                       |            |  |  |                   |                   |                   |  |
|  |           |                   |               | UL Vikings        | 13 |            |                       |            |  |  |                   |                   |                   |  |
|  |           |                   |               |                   |    |            |                       |            |  |  |                   |                   |                   |  |
|  |           |                   |               |                   |    |            |                       |            |  |  |                   |                   |                   |  |
|  |           | 1S                | UL Vikings    | 21                |    |            |                       |            |  |  |                   |                   |                   |  |
|  |           |                   |               | 21                |    |            |                       |            |  |  |                   |                   |                   |  |
|  |           |                   |               | Craigavon Cowboys | 8  |            |                       |            |  |  |                   |                   |                   |  |
|  | 2N        | Belfast Trojans   | 14            | Craigavon Cowboys | 8  |            |                       |            |  |  |                   |                   |                   |  |
|  | 2N        | Belfast Trojans   | 14            |                   |    |            |                       |            |  |  |                   |                   |                   |  |
|  | 3N        | Craigavon Cowboys | 17            |                   |    |            |                       |            |  |  |                   |                   |                   |  |

### Wild Card
| Belfast 10 luglio 2011 | Belfast Trojans | 14 – 17 | Craigavon Cowboys | Gibson Park |

### Semifinali
| Carrickfergus 17 luglio 2011 | Carrickfergus Knights | 6 – 12 | Dublin Rebels | Carrickfergus RFC |

| Limerick 17 luglio 2011 | UL Vikings | 21 – 8 | Craigavon Cowboys | UL Sports Grounds |

### XXV Shamrock Bowl
| Dublino 31 luglio 2011 | Dublin Rebels | 14 – 13 | UL Vikings | Morton Stadium |

## Verdetti
- Dublin Rebels Campioni dell'Irlanda 2011